# Tiassalé HBC
Maillots
Tiassalé HBC est un club ivoirien de handball basé à Tiassalé. En 2008, son manager est Francois Yessoh et il est dirigé par Ettien Pétémé. 

## Joueuses
- Madina Toualy
- Sandrine Koffi Affoué
- Maïmouna Samaké